# Heidi (anime)

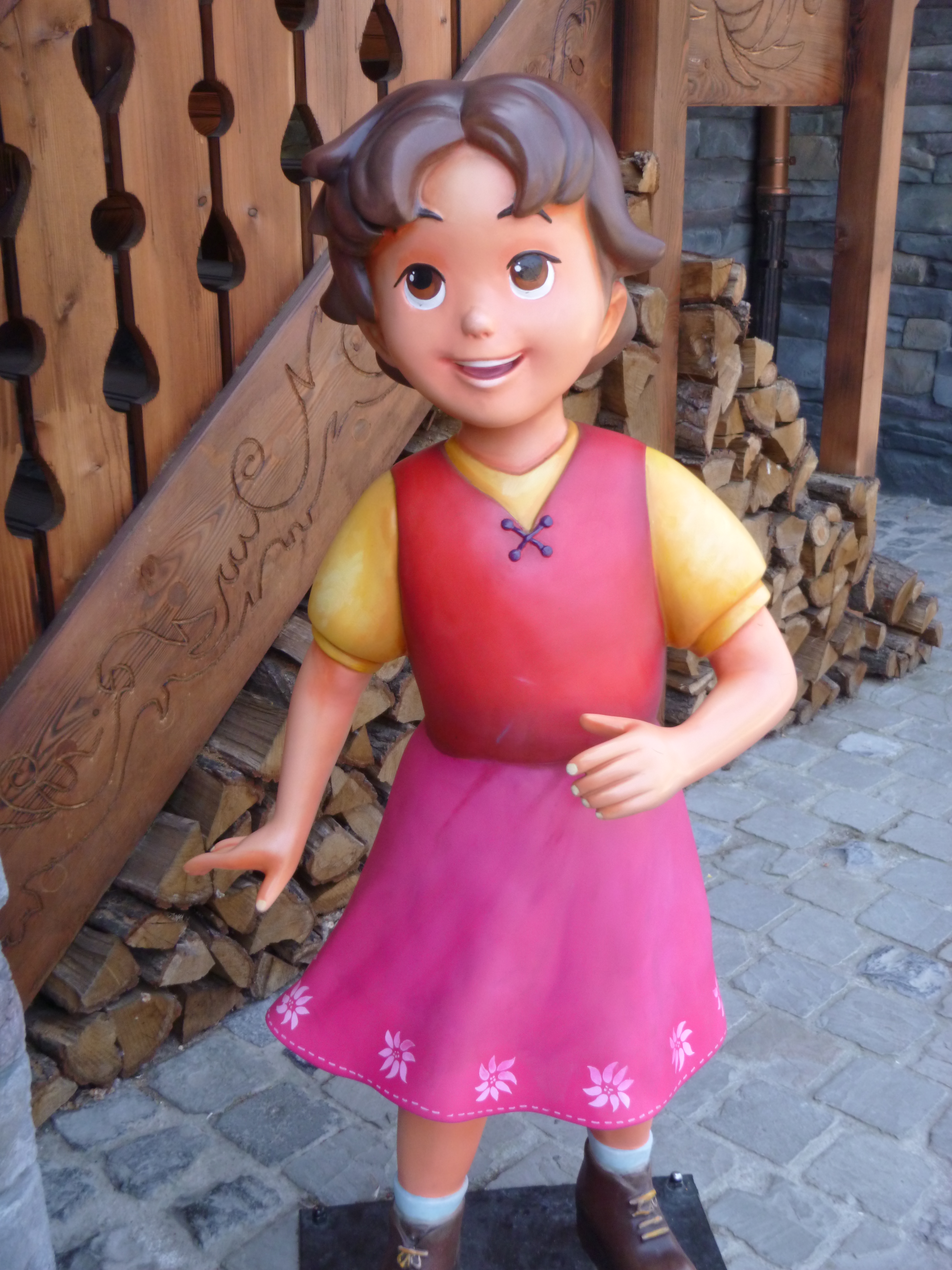
Beeld van Heidi in Plopsaland De Panne

Heidi (アルプスの少女ハイジ, Arupusu no Shōjo Haiji,  lett. Heidi, het meisje van de Alpen) is een Japanse-Amerikaanse animeserie uit 1974 gebaseerd op de roman Heidi van Johanna Spyri. De reeks begon in Duitsland op 18 september 1977, in Italië op 7 februari 1987, in Nederland op 7 september 1980 en in België in 2010. In 2015 bracht Studio 100 een 3D-versie van de animatiereeks uit.

## Verhaal
Heidi, een vijfjarig weesmeisje, woont bij haar tante Dete in Zwitserland. Deze tante (de zuster van haar overleden moeder) heeft vast werk gevonden in Frankfurt, dus brengt ze de kleuter naar haar grootvader (de vader van haar overleden vader), bijgenaamd "Opa Alp", die in een chalet in de Alpen woont. Eerst is Heidi een beetje bang voor hem omdat iedereen in het dorp hem nors en ruwhartig vindt, al blijkt hij een zeer goedaardige en minzame man te zijn. De mensen in het naburige dorp Dörfli verklaren Dete echter voor gek dat ze Heidi zomaar bij deze teruggetrokken, ongenaakbare man durft achter te laten en denken dat het weesje er slecht zal worden behandeld. Het tegendeel blijkt echter waar te zijn. Heidi leert er o.a. de 11-jarige herdersjongen Peter kennen, bijgenaamd "Geitengeneraal", die met zijn moeder (Brigitte) en oma aan de voet van de berg woont en bijna dagelijks met de kudde langskomt. Ze brengen samen veel tijd door en trekken dikwijls met de geiten de bergen in.
Na drie jaar komt haar tante Dete onverwachts terug om haar weer op te halen: ze zal voortaan opgevoed worden door de (rijke) Duitse familie Sesemann in Frankfurt. Daar zal ze diverse nieuwe mensen leren kennen, zoals de huisdokter, de butler Sebastiaan en de Franse dienstmeid, Tinette. Heidi moet een speelkameraadje zijn voor Clara, de 12-jarige, invalide dochter van meneer Sesemann, wiens vrouw reeds overleden is en die zelf voortdurend op zakenreis gaat. Al gauw worden Heidi en Clara de beste vriendinnen, wat tevens geldt met betrekking tot de grootmoeder van Clara, die regelmatig bij hen op visite komt. Alleen met juffrouw Rottenmeier, Clara's strenge gouvernante, kan Heidi het niet zo best vinden. Ze vindt Heidi te jong en te ongeschoold voor Clara en zelfs haar naam weinig chic. Nadat Dete haar verteld heeft dat Heidi nochtans haar roepnaam is en dat haar eigenlijke doopnaam Adelheid luidt, gelijk aan die van Heidi's moeder, noemt juffrouw Rottenmeier haar dan ook steevast zo. Als Heidi een kitten mee naar huis neemt om er met Clara voor te zorgen, gooit juffrouw Rottenmeier het beest het huis uit; gelukkig regelt Sebastiaan dat het diertje elders kan worden gehuisvest. Ook verbiedt ze Heide over de alm te praten of er zelfs maar aan te denken. Het Alpenmeisje krijgt gedurende haar verblijf steeds meer last van heimwee, waardoor ze in haar verlangen naar haar opa zelfs gaat slaapwandelen en steeds ongelukkiger wordt. Maar na een jaar mag ze op advies van de dokter dan toch terugkeren naar de bergen; juffrouw Rottenmeier krijgt van de dokter onder uit de zak vanwege haar ongevoeligheid.
In de lente van het jaar daarop komt Clara in haar rolstoel Heidi bezoeken in de Alpen, nadat dezelfde arts eerst poolshoogte is komen nemen of het wel veilig genoeg voor haar is. Samen maken de meisjes veel plezier en Clara leert er veel bij over de verschillende dieren en planten. Ook de frisse berglucht en de gezonde (melk)kost doet haar gestel veel goed. Juffrouw Rottenmeier vindt het er maar niets en is bang voor de dieren; uiteindelijk wordt ze teruggestuurd naar Frankfurt. Uiteindelijk zal Clara leren lopen, nadat haar dokter heeft vastgesteld dat dat mogelijk is zodra ze haar angsten ervoor overwint. Dit loopt niet altijd van een leien dakje, al zal het haar ten slotte toch, mede dankzij de enthousiaste hulp van Heidi, gelukken.

## Nederlandstalige versie

### Nederlandse nasynchronisatie
De animatieserie werd in 1981 in Nederland uitgezonden door de AVRO op Nederland 1 rond de klok van zeven uur 's avonds. Omdat de A-omroepen, waaronder de AVRO, in die tijd op dit net op onregelmatige dagen uitzonden was Heidi iedere week steeds op een andere dag te zien, behalve op dinsdag en woensdag. De stemmen werden verzorgd door Theo de Vos en Rietje Riedijk van Ring Workshop. Voor de eerste vier afleveringen werd er een Nederlandse vertaling van de originele tune gemaakt, tevens gezongen door de originele zangeressen. Voor verdere afleveringen werd een speciale Nederlandse begintune gecomponeerd door Clous van Mechelen, die gezongen werd door Jody Pijper. De achtergrondmuziek van Gert Wilden is overgenomen van de Duitse versie. Er zijn ook vier platen uitgebracht met dezelfde stemacteurs. Op deze platen is het verhaal te horen tot en met de aankomst van Heidi bij de familie Sesemann. De achtergrondmuziek zijn voor de plaatuitgaven speciale composities van Clous van Mechelen.

### Vlaamse nasynchronisatie
In 2010 werd een Vlaamse versie door Studio 100 uitgezonden op vtmKzoom, en in 2011 werd deze versie herhaald op Kindernet. Deze nasynchronisatie wordt momenteel ook op dvd uitgegeven. De achtergrondmuziek is de originele Japanse muziek van Takeo Watanabe.

## Rolverdeling
| Personage            | Japans (tv-reeks)                         | Amerikaans       | Nederlands            | Vlaams                |
| -------------------- | ----------------------------------------- | ---------------- | --------------------- | --------------------- |
| Verteller            | Toshiko Sawada                            |                  | Kees Brusse           | Luc Vandeput          |
| Heidi                | Kazuko Sugiyama                           | Randi Kiger      | Monique de Vos        | Priske Dehandschutter |
| Opa Berg/Opa Alp     | Kohei Miyauchi                            | Vic Perrin       | Lo van Hensbergen     | Roger Bolders         |
| Peter                | Noriko Ohara                              | Bimly Whitaker   | Erik de Vos           | Griet Dobbelaere      |
| Clara                | Rihoko Yoshida                            | Michelle Laurita | Jody Pijper           | Clara Cleymans        |
| Thomas               |                                           |                  | Cees Brandsma         |                       |
| Tante Dete           | Taeko Nakanishi                           | Janet Waldo      | Jody Pijper           | Veerle Verheyen       |
| Pastoor              | Ichirō Nagai                              |                  | Joop Doderer          |                       |
| Juffrouw Rottenmeier | Miyoko Asō                                | Jacqueline Hyde  | Trudy Libosan         | Chadia Cambie         |
| Dienstmeid Tinette   | Noriko Tsukase                            |                  | Lisa Schulte-Nordholt | Mieke Laureys         |
| Butler Sebastiaan    | Kaneta Kimotsuki                          | Alan Reed        | Joop Doderer          | Olivier Schalbroeck   |
| Meneer Sesemann      | Taimei Suzuki                             | Barney Phillips  | Paul van Gorcum       | Sven De Ridder        |
| Brigitte             | Akiko Tsuboi (10-11) Takako Kondo (12-52) | Julie McWhirter  |                       | Kristine Van Pellicom |
| Barbel               |                                           |                  |                       | Camilia Blereau       |
| Peters grootmoeder   | Miyako Shima (10-11) Terue Nunami         |                  |                       | Camilia Blereau       |
| Dokter               | Yoshiaki Nemoto                           | Vic Perrin       |                       | Frans Maas            |

## Uitgaven op VHS en dvd
In de jaren tachtig werden de vier eerste afleveringen van de Nederlandstalige nasynchronisatie op VHS uitgebracht. In 2011 begon Studio 100 de nieuwe Vlaamse en de oude Franse nasynchronisaties uit te geven op dvd. De Franse nasynchronisatie was echter ook al volledig verkrijgbaar via Franse dvd-boxen.
| Nr. | Afleveringen | Talen                                    | Verschijningsdatum | Distributeur |
| --- | ------------ | ---------------------------------------- | ------------------ | ------------ |
| 1   | 1-4          | Vlag van Vlaanderen · Vlag van Frankrijk | 25 mei 2011        | Studio 100   |
| 2   | 5-8          | Vlag van Vlaanderen · Vlag van Frankrijk | 17 augustus 2011   | Studio 100   |
| 3   | 9-12         | Vlag van Vlaanderen · Vlag van Frankrijk | 9 november 2011    | Studio 100   |
| 4   | 13-16        | Vlag van Vlaanderen · Vlag van Frankrijk | 4 april 2012       | Studio 100   |
| 5   | 17-20        | Vlag van Vlaanderen · Vlag van Frankrijk | 22 augustus 2012   | Studio 100   |
| 6   | 21-24        | Vlag van Vlaanderen · Vlag van Frankrijk | 24 april 2013      | Studio 100   |

## Hernieuwd
In 2015 werd de reeks vernieuwd met CGI-animatie door Studio 100. De reeks is tegenwoordig te zien op VTM.

### Seizoen 1
1. Naar de berg[1]
2. De eerste dag in de bergen
3. De uitdaging
4. Piep, de vogel
5. De geheime boomhut
6. Weggelopen
7. Ruzie om een brood
8. Gevangen in het landhuis
9. Pas op voor de wolf
10. De schat van Peter
11. Aanval op de boomhut
12. Red Snoesje
13. Het einde van de lente
14. Clara
15. De klokkentoren
16. De belofte
17. Papa komt thuis
18. Privéles
19. De toneelvoorstelling
20. In het park
21. Clara staat
22. Geiten in de stad
23. Het ontslag
24. Een boom als schuilplaats
25. Het spook
26. De brief
27. Terug naar Dörfli
28. Een nieuwe geit in de kudde
29. Het gebroken beeld
30. De broche
31. De schooltoets
32. Speurtocht
33. Pas op voor geiten
34. De storm
35. De Duivelsbrug
36. Frederik
37. De rolstoel
38. Vergiffenis
39. De edelweiss